# Албанская партия труда
Алба́нская па́ртия труда́ (АПТ, алб. Partia e Punës e Shqipërisë, PPSh), в 1941—1948 годах — Коммунистическая партия Албании (алб. Partia Komuniste e Shqiperise, PKSh) — коммунистическая партия, существовавшая в 1941—1991 годах, с 1945 по 1991 год — правящая партия в НРА / НСРА.
Во время Второй мировой войны возглавляла национально-освободительную борьбу против итальянских и немецких оккупантов. Придя к власти под руководством Энвера Ходжи, проводила жёсткую сталинисткую политическую линию и не приняла решения XX съезда КПСС, что привело к разрыву Албании с СССР и социалистическим лагерем. В ходе конфликта между СССР и КНР поддерживала последнюю, но впоследствии разорвала отношения и с КПК.
После смерти Энвера Ходжи в апреле 1985 года АПТ возглавил Рамиз Алия, начавший постепенный отход от политики ходжаизма. Отстранена от власти в результате массовых протестов начала 1990-х годов. В 1991 году официально отказалась от марксизма-ленинизма, приняла сначала демосоциалистическую, а затем и социал-демократическую идеологию, после чего была преобразована в Социалистическую партию Албании.

## Предыстория
Коммунистическая партия Албании возникла последней в странах Балканского региона. Длительное время попытки её создания были неудачны. Первым пропаганду коммунизма повёл в Албании финансист Костандин Бошняку, ранее занимавшийся бизнесом в Одессе и Санкт-Петербурге. В 1917 Бошняку наблюдал события Октябрьской революции и российской гражданской войны, установил деловые контакты с властями Советской России, проникся идеями большевизма и с 1922 пытался распространять их в Албании. Однако ему, как и болгарскому представителю Коминтерна Димитру Пенчеву, не удалось сформировать организованного коммунистического движения. Коммунистические тенденции были заметны в левореспубликанском комитете КОНАРЕ, созданном при советской поддержке. Однако деятельность КОНАРЕ протекала в основном в эмиграции.
В 1920-х в Албании образовались три коммунистические организации, численностью до трёх сотен человек каждая: Албанская коммунистическая группа в Корче; отколовшаяся от неё Группа молодёжи с ячейками во Влёре, Тиране и Гирокастре; группа в Шкодере. Однако вплоть до начала 1940-х годов эти разрозненные группы албанских коммунистов не консолидировались в единую партию.
Попытка косоварского активиста Али Кельменди в 1925 году сформировать албанскую секцию Коминтерна не дали значительного результата. Аналогичные действия предпринимал другой коминтерновский представитель Лазар Фундо, но не получил советской поддержки, поскольку обвинялся то в троцкизме, то в «правом уклоне».
Ведущие коммунистические активисты состояли в компартиях стран Западной Европы. Подпольные коммунистические организации рекрутировались из бывших сторонников республиканского движения православного епископа Фана Ноли. (Интересно, что некоторые другие республиканские активисты впоследствии примкнули к албанскому фашизму.)

## Основание партии
Учредительное собрание Коммунистической партии Албании (КПА, алб. Partia Komuniste e Shqipërisë) состоялось в тиранском подполье 8 ноября—14 ноября 1941 года. Участвовали 13 человек: Энвер Ходжа, Кемаль Стафа, Кочи Дзодзе, Панди Кристо, Василь Шанто, Тук Якова, Кочо Ташко, Гин Марку, Кристо Темелько, Рамадан Читаку, Анастас Лула, Кадри Ходжа, Садик Премтя. Восемь из них (Дзодзе, Кристо, Шанто, Луло, Ташко, Марку, Якова, Темелько) относились к христианской, пять (однофамильцы Ходжи, Стафа, Читаку, Премтя) к мусульманской общине. (Некоторые исследователи отмечают, что коммунисты из мусульманских семей представляли местную элиту, а коммунисты из христианской общины чаще принадлежали к пролетарским низам.)
Создание единой албанской компартии до некоторой степени совершилось по инициативе извне. Организующую роль в ноябрьском собрании сыграли эмиссары Иосипа Броз Тито — Миладин Попович и Душан Мугоша. В этом факте отразилась ключевая роль югославских коммунистов на первом этапе истории КПА.
В 1942 Кемаль Стафа был убит, после чего завязалась подспудная борьба за лидерство между Энвером Ходжей и Кочи Дзодзе, продолжавшаяся до 1948 года. На первой национальной конференции КПА 17 марта—22 марта 1943 года первым секретарём ЦК был избран Энвер Ходжа. Идеологией КПА был провозглашён марксизм-ленинизм. Организационная структура копировалась с ВКП(б) и КПЮ. Центр принятия партийных решений сосредоточился в ЦК и Политбюро, во главе которых стоял первый секретарь.

## Победа в войне
Коммунисты сыграли определяющую роль в исходе Второй мировой войны на территории Албании. Под их эгидой был создан Национально-освободительный фронт в 1942 и Национально-освободительная армия в 1943. Энвер Ходжа являлся председателем фронта и главнокомандующим армией.
Во взаимодействии с НОАЮ албанские коммунистические отряды вели боевые действия против итальянских и немецких оккупантов, монархистов Легалитети и республиканских националистов Балли Комбетар. Именно югославская помощь в организации и оснащении сделала коммунистическую НОАА наиболее боеспособной повстанческой силой, значительно превосходящей националистов и монархистов. Результатом стала переориентация британской военной миссии на поддержку албанских коммунистов. В ноябре 1944 года Национально-освободительная армия Албании установила контроль над столицей Тираной, всеми крупными городами и почти всей территорией страны.

## Партийное правление
В отличие от других стран Восточной Европы (кроме Югославии), албанские коммунисты пришли к власти без прямого участия советских войск. Превосходящий силовой и административный потенциал позволял КПА установить монополию власти без промежуточных коалиционных этапов. Временное правительство возглавил первый секретарь ЦК Компартии Албании Энвер Ходжа. Практически все министерские посты заняли коммунисты. При этом численность правящей КПА в 1945 ненамного превышала 2 тысячи человек.
В августе 1945 года Национально-освободительный фронт Албании был преобразован в Демократический фронт под председательством Энвера Ходжи. Под эгидой КПА были объединены все легальные политические структуры. 2 декабря 1945 власти провели выборы в Конституционное собрание. Практически все мандаты были получены коммунистами. 11 января 1946 года депутаты утвердили Конституцию Народной Республики Албании (НРА).
Сопротивление националистов было подавлено вооружённой силой. Последний серьёзный контрудар формирования коменданта Балли Комбетар Абаса Эрменьи нанесли под Шкодером в январе 1945 года, но не смогли добиться успеха. Антикоммунистическая эмиграция создала Национальный комитет «Свободная Албания» и пыталась поднять восстание через заброску в страну боевиков-парашютистов, однако эти попытки не дали результата.
На первых порах новый режим пользовался значительной поддержкой населения. Этому способствовал слом прежней феодальной иерархии, введение социальных программ, провозглашение равноправия женщин. В августе 1945 года была объявлена первая в албанской истории аграрная реформа. Помещичье землевладение ликвидировалось, крестьяне наделялись дополнительными угодьями и тягловым скотом, аннулировались их долги. Коллективизация сельского хозяйства, как и в СССР, была проведена не сразу, а лишь после укрепления режима и создания продовольственной базы. Резкий рост социальной мобильности, снятие прежних патриархальных ограничений обеспечивали КПА массовый энтузиазм, прежде всего среди молодёжи, и жителей юга страны. Установки на индустриализацию и модернизацию, создание современной социальной инфраструктуры, систем образования и здравоохранения, достижение всеобщей грамотности привлекали и массы молодых крестьян, и многих албанских интеллектуалов. Главным социальным лифтом являлась Албанская народная армия (АНА). Многотысячная АНА являлась не только силовой опорой и политическим орудием КПА/АПТ, но также инструментом новой социализации крестьянских масс и кадровым резервом властей. 
Сторонниками правящей партии становились отнюдь не только носители коммунистических взглядов. К новому режиму примыкали и приверженцы Фана Ноли, привлечённые левой республиканской риторикой, и националисты, вдохновлённые лозунгами независимости и развития, и монархисты, увидевшие сильную власть, а также карьерные перспективы. В начале 1947 года представительство КПА в органах власти НРА выглядело следующим образом: коммунистами являлись более половины из 70 депутатов Народного собрания; 11 министров из 13; в составе Генерального совета Демократического фронта было 60% коммунистов; из 9 членов секретариата Демократического фронта 5 состояли в компартии; из 18 членов Исполкома Демократического фронта коммунистами были 13.
Политика албанских коммунистов проводилась в духе самого последовательного сталинизма. Конституция НРА, составленная по советским и югославским образцам, содержала статью об «авангардной роли» компартии и фактически устанавливала однопартийную систему. Насаждался культ личности Энвера Ходжи. В экономике проводился курс на огосударствление и централизацию, были национализированы все промышленные и коммерческие предприятия, установлена монополия внешней торговли.
Противники режима, традиционные клановые авторитеты и их сторонники, «буржуазные элементы» подвергались жестоким репрессиям. Особые формирования — Brigadave të Ndjekjes — совершили тысячи бессудных убийств (в основном на севере Албании). Уже в марте—апреле 1945 Специальный суд под председательством Кочи Дзодзе провёл показательный процесс над коллаборационистами, функционерами королевского режима и антикоммунистическими политиками. 17 человек были казнены (в том числе бывшие министры Кола Тромара, Бахри Омари, Фейзи Ализоти, известный республиканский активист Бекир Вальтери), 42 приговорены к длительным срокам заключения. В январе 1946 по приговору военного суда были расстреляны представители католической интеллигенции и ордена францисканцев, члены межконфессионального «Регентского совета» — священник-францисканец и общественный деятель Антон Харапи, экс-премьер Малик Бушати националистический активист Леф Носи. Таким образом был резко подорван кадровый и политический потенциал оппозиции. В июле 1946 военный суд приговорил к смертной казни девять активистов легальной оппозиции — Группы сопротивления и Монархической группы. Среди расстрелянных были такие авторитетные деятели, как предприниматель Сами Керибаши, юристы Кенан Дибра и Шабан Бала. Различные сроки заключения получили активисты Социал-демократической группы, в том числе писательница Мусина Кокалари. В 1947 предстали перед показательными процессами парламентарии из оппозиционной Депутатской группы, многие из них казнены (в том числе Риза Дани и Шефкет Бейя).
Албанские традиции военной демократии, общинной автономии, неприятие любой государственной власти — особенно на горном католическом севере — способствовали антикоммунистическому вооружённому сопротивлению. В январе 1945 в Малесии-э-Мади были подавлены Кельмендское восстание Прека Цали и Восстание Коплику Леша Мараши. В сентябре 1946 произошло Пострибское восстание в Шкодере во главе с Османом Хаджией, Юпом Казази и Ризой Дани. В Мирдите влиятельный клан Kapidani-Маркагьони создал подпольную организацию Горный комитет, которая в августе 1949 совершила крупный теракт — убийство партийного секретаря Бардока Бибы. В Тепелене осенью 1948 произошло Восстание Жапокики, возглавленное Байрамом Камбери и Джемалем Брахими.
При подавлении этих выступлений органы госбезопасности делали упор не на выявлении конкретных противников, а на массовых репрессиях против населения данных территорий. Репрессировались также традиционные клановые авторитеты и их сторонники. В горах северной Албании серию таких казней ещё во время войны осуществил Мехмет Шеху.
Завершающий удар по оппозиции нанесла резня 1951 года в Албании. 19 февраля 1951 произошёл теракт в советском посольстве (без жертв и серьёзных разрушений), устроенный антикоммунистической подпольной организацией Фронт сопротивления/Национальное единство. Боевик-исполнитель Хюсен Лула вскоре погиб в перестрелке с Сигурими, его напарник Казим Лачи расстрелян практически сразу. Были казнены пять активистов организации, в том числе лидер Сейфула Шима, восемь человек приговорены к различным срокам. Эта акция была использована как предлог для бессудной казни 22 авторитетных общественных деятелей (наиболее известны предприниматель Йонуз Кацели и учёная Сабиха Касимати). Из последних структур организованного сопротивления был Албанский союз антикоммунистического освобождения, ликвидированный Сигурими в 1952.
В августе 1955 была учреждена специальная комиссия по депортациям. Тысячи албанских семей, признанных «неблагонадёжными», разъединялись и переселялись в незнакомые места и труднодоступные районы под жёстким контролем властей.
Методически преследовалась религия. Символический рубеж обозначила смерть архиепископа Тиранского Паисия, сохранявшего своего рода партнёрство с партийным руководством (сын Паисия Иосиф Пашко был членом ЦК и министром). С 1967 года Албания объявлялась «первым в мире атеистическим государством», религиозное исповедание и отправление обрядов приравнивались к государственным преступлениям и карались вплоть до смертной казни.
Драматичным эпизодом явилось жестоко подавленное в мае 1973 восстание в тюрьме Спач, казнь Паля Зефи, Хайри Пашая, Дервиша Бейко, Скендера Дайи.
Политический террор осуществляла тайная полиция Сигурими, входившая в систему МВД. Министр внутренних дел по должности состоял в Политбюро ЦК АПТ. Фактическим придатком госбезопасности являлись прокуратура и суд во главе с Аранитом Челей. Министерство юстиции Бильбиля Клоси обеспечивало формально-законодательное обооснование репрессивной политики.
Количество политических казней в правление Энвера Ходжи, по официальным данным, оценивается в 6027 человек, ещё 984 убиты в тюрьмах (308 потеряли рассудок), более 7000 погибли в трудовых лагерях и в ходе депортаций. 34135 человек были осуждены на различные тюремные сроки по политическим обвинениям. Интернированию и депортациям подверглись 59000 человек.
Иные подсчёты, основанные на официальной статистике, дают сходные цифры: 5487 политических казней (5037 мужчин, 450 женщин), 995 погибших в тюрьмах (988 мужчин, 7 женщин), 34155 политзаключённых (26778 мужчин, 7367 женщин); среди репрессированных 1253 иностранца (1215 мужчин, 38 женщин).
Для страны, население которой в тот период не превышало 2,7 миллиона человек, это были значительные масштабы репрессий. Иные меры государственного насилия — депортации, задержания, профилактирования — за период правления компартии затронули до трети населения страны.
Экономическая помощь СССР первого десятилетия режима позволяла осуществлять политику ускоренной индустриализации, создавать новые рабочие места, вводить социальные программы. Были заложены основы современной социально-экономической системы, поначалу привлекавшие общественную поддержку. Но при этом Албания являлась беднейшей страной Европы. Уровень жизни масс был крайне низок, условия труда в городе и деревне оставались тяжёлыми. В сочетании с партийно-государственным произволом это порождало широкое недовольство, отразившееся в массовых выступлениях против режима начала 1990-х годов.
В 1976 году новая Конституция Народной Социалистической Республики Албании (НСРА) прямо утверждала «руководящую роль» компартии. Данный тезис содержался уже в статье 3, а не в статье 21, как в Конституции 1946 года.

## Политические зигзаги
Идеологические основы и политические установки албанской компартии в целом оставались неизменны с начала 1940-х до конца 1980-х. Однако партийный курс неоднократно менялся сообразно внешней ориентации.
Первоначально партийно-государственное руководство НРА ориентировалось не только на СССР, но и на ФНРЮ. Лидер «проюгославской фракции» Кочи Дзодзе занимал пост министра внутренних дел, руководил Сигурими, являлся вторым лицом после Энвера Ходжи. Политические решения КПА согласовывались с Белградом. Был подготовлен план объединения денежных систем лека с динаром. Коммунисты, выступавшие против подчинению Белграду, отстаивавшие самостоятельность Албании, подвергались жёстким преследованиям. В 1947 были репрессированы министр информации Сейфула Малешова и директор Банка Албании Костандин Бошняку. При этом Малешова и Бошняку выступали не только за национальный суверенитет, но и предлагали более умеренный внутриполитический курс — сохранение внутрипартийных дискуссий и частнопредпринимательской инициативы. По тем же причинам была снята со всех постов и выслана в провинцию лидер коммунистической молодёжи Лири Белишова. Покончил с собой министр экономики Нако Спиру.
Советско-югославский раскол 1948 года привёл к серьёзному повороту албанской политики. Энвер Ходжа безоговорочно поддержал СССР. Кочи Дзодзе был заклеймён как «титовец» и «троцкист», приговорён к смертной казни и повешен. Состоялась первая крупная партийная чистка. Подверглись репрессиям многие сторонники Дзодзе, в том числе Панди Кристо. Югославский титоизм («капиталистическое самоуправление») стал главным идеологическим жупелом албанской компартии.
Тогда же, в 1948 году, на первом съезде КПА по предложению Сталина сменилось название партии. КПА была переименована в Албанскую партию труда (АПТ). Это означало заметное понижение статуса партии в международном коммунистическом движении, однако Ходжа, преданный Сталину, согласился без каких-либо возражений.
Много лет спустя Неджмие Ходжа объясняла просталинскую политику своего мужа тем, что СССР рассматривался как гарант независимости Албании. Коммунистическое руководство опасалось, что без мощной внешней поддержки Тито присоединит Албанию к Югославии.
Отношения между АПТ и КПСС резко ухудшились с середины 1950-х. Ходжа категорически не принял решение Хрущёва примириться с Тито и нормализовать советско-югославские отношения. Необратимый характер советско-албанский раскол принял в 1956 году, после осуждения культа личности Сталина на XX съезде КПСС. Особенно конфликтно отношения Ходжи складывались с самим Хрущёвым и Юрием Андроповым.
На Московском совещании коммунистических партий 1960 года делегация АПТ поддержала Коммунистическую партию Китая в полемике с КПСС. Связи между НРА и СССР были постепенно свёрнуты, в 1961 году были фактически разорваны дипломатические отношения. В 1962 году Албания вышла из СЭВ, в 1968 из Организации Варшавского договора. Ходжа обвинил КПСС в ревизионизме и социал-империализме, термин «хрущёвцы» в пропаганде АПТ стал употребляться с значении, сходном с «титовцами».
Разрыв с СССР привёл АПТ к переориентации на КНР. Этому способствовали идеологическая близость между ходжаизмом и маоизмом и совместная борьба против КПСС за доминирование в коммунистическом движении. Каких-либо межгосударственных соглашений между НРА и КНР не заключалось, но основы политического союза содержались в коммюнике, подписанном в ходе визита в Албанию Чжоу Эньлая в 1964 году. Дипломатия НРА поддерживала позиции КНР во всех значимых международных вопросах. Спецслужба Сигурими опекала маоистские группы в странах Восточной Европы, в частности, нелегальную ортодоксальную компартию Польши. Однако расчёты Ходжи на масштабную экономическую помощь Китая не оправдались.
Китайская политика реформ и открытости, начатая Дэн Сяопином в конце 1970-х, была встречена АПТ с нескрываемой враждебностью. В 1978 году Ходжа прервал албано-китайские отношения (своеобразным преддверием явилась казнь министра Келези, сторонника сближения с КНР). НСРА перешла к политике полной самоизоляции.

## Внутренние конфликты
Постоянным элементом албанской политики являлись партийные чистки, укреплявшие единовластие Энвера Ходжи.
Ещё во время Второй мировой войны были казнены один из первых албанских марксистов, противник сталинизма Лазар Фундо, обвиняемый в троцкизме, и один из руководителей албанского комсомола Анастас Лула, обвинённый в фракционерстве совместно с Садиком Премтей, которому удалось покинуть Албанию и вступить в Четвёртый интернационал.
После войны из партии был изгнан поэт Сейфулла Малешова, занимавший министерский пост во временном правительстве коммунистов, так как его умеренные взгляды и готовность к контактам с западными странами были осуждены как «правый уклон».
В 1948 году расправе подверглись Кочи Дзодзе, Панди Кристо и другие «титовцы».
В середине 1950-х годов, особенно с 1956, под влиянием XX съезда КПСС, в АПТ возникло течение, оппозиционное сталинистской политике. Некоторые партийные функционеры стали высказываться в пользу замедления темпов индустриализации и коллективизации, большего внимания уровню жизни масс, «демократизации партийной жизни». Ставился вопрос о реабилитации репрессированных «титовцев». Главными сторонниками «хрущёвской оттепели» в Албании являлись Тук Якова, член политбюро бывший генеральный прокурор Бедри Спахиу и секретарь ЦК Лири Белишова. В тайный политический контакт с ними вступили генералы Панайот Плаку, Дали Ндреу, его жена Лири Гега.
Выступление против Ходжи и Шеху было запланировано на апрельской конференции парторганизации Тираны 1956 года. Значительная часть делегатов настроилась поддержать Плаку и Ндреу. Однако эти планы стали известны министру обороны Бекиру Балуку, который проинформировал Неджмие Ходжу. Министр внутренних дел Кадри Хазбиу привёл в готовность Сигурими.
Председательствовал на тиранской партконференции министр обороны Балуку. Выступления оппозиционеров были пресечены, 27 делегатов арестованы, форум объявлен «югославским заговором». Генерал Плаку бежал в Югославию, где вскоре убит агентами Сигурими. Генерал Ндреу расстрелян вместе с беременной Лири Гегой.
В 1958 году по подозрению в проюгославских, просоветских и католических симпатиях осуждён на 20 лет тюрьмы Тук Якова, умерший год спустя. Годом раньше к 25 годам тюрьмы был приговорён Бедри Спахиу (впоследствии интернированный и окончательно освободившийся только в 1990 году).
В 1961 году обрушились репрессии на носителей просоветской ориентации. Состоялся «процесс 65-ти», по результатам которого были казнены 13 человек, в том числе командующий военно-морским флотом контр-адмирал Теме Сейко. Тогда же интернирован, сослан, затем арестован и осуждён на 10 лет Кочо Ташко.
В 1974 году арестованы за «либеральный уклон» министр культуры Фадиль Пачрами и руководитель Radio Televizioni Shqiptar Тоди Лубонья. В 1975 году расстреляны по обвинению в «военном заговоре» бывший министр обороны генерал Бекир Балуку, генералы Петрит Думе и Хито Чако, к 25 годам тюрьмы приговорён генерал Рахман Парлаку. Тогда же, в середине 1970-х, подверглись репрессиям кадры хозяйственного руководства: были арестованы и в 1977 расстреляны министр экономики Абдюль Келези (за «ревизионизм») и министр промышленности Кочо Теодоси (за «военно-экономический заговор»).
В 1978—1979 годах в тюрьме Спач были раскрыты, по данным Сигурими, две подпольные организации — националистическая и «ревизионистская». Первую возглавлял антикоммунист Джелаль Копренцка, вторую — коммунисты Фадиль Кокомани и Вангель Лежо. Все трое были расстреляны. Незадолго до казни Кокомани и Лежо направили в ЦК АПТ письмо с резкой критикой партийного руководства, его политики и лично Энвера Ходжи. (Ранее, в 1963 году, были казнены участники подпольной группы Кокомани—Лежо — Трифон Джагика и Тома Рафаэли.)
В 1981 году при неясных обстоятельствах погиб премьер-министр Мехмет Шеху, второе лицо в партийно-государственной иерархии после Энвера Ходжи. Посмертно он был обвинён в «контрреволюционном заговоре» и шпионаже. В 1982 были арестованы его близкие родственники и сподвижники — вдова Фикирете Шеху, племянник Фечор Шеху, министр обороны Кадри Хазбиу, министр здравоохранения Ламби Зичишти, функционер МВД Ламби Печини, многолетний министр иностранных дел Нести Насе, бывший директор Сигурими Михалак Зичишти и ряд других. Хазбиу, Зичишти, Печини, Фечор Шеху были расстреляны, Фикирете Шеху умерла в тюрьме, остальные приговорены к длительным срокам заключения.
Репрессиям подвергались и руководители карательных органов. Кочи Дзодзе, Кадри Хазбиу, Фечор Шеху были казнены. Васка Колеци, Бекир Ндоу, Нести Керенджи, Михалак Зичишти отбывали тюремное заключение.

## Организационная структура
Согласно Уставу партии, высшим её органом являлся съезд, созывавшийся один раз в 5 лет. Делегаты съезда избирались на областных, районных, городских партийных конференциях. Съезд заслушивал и утверждал доклады Центрального Комитета АПТ, обсуждал общие вопросы партийной политики и избирал ЦК. В состав ЦК входили ведущие функционеры партийного аппарата, хозяйственные руководители и видные представители интеллигенции. ЦК руководил деятельностью партии между съездами, собираясь примерно три раза в год.
ЦК АПТ избирал Политбюро и Секретариат. Эти органы являлись высшими инстанциями партийной, а де-факто и государственной власти. В Политбюро состояли ведущие секретари ЦК и ключевые министры НРА/НСРА (в том числе министр внутренних дел — глава Сигурими). На еженедельных заседаниях Политбюро принимало основные политические и административные решения. Доклады и политические решения Политбюро автоматически утверждались ЦК. Секретариат отвечал за руководство повседневной деятельностью партии, особенно за организацию исполнения решений Политбюро и координацию партийно-государственных и хозяйственных кадров.
К ноябрю 1966 года численность АПТ составляла 63013 членов и 3314 кандидатов в члены партии.
С 1941 года и до конца жизни бессменным первым секретарём ЦК являлся Энвер Ходжа. Этот пост обеспечивал положение верховного правителя Албании.
После казни Кочи Дзодзе вторым лицом партии и государства до конца 1981 года являлся Мехмет Шеху, с 1954 возглавлявший правительство. Третью-четвёртую позиции занимали секретарь по оргструктуре Хюсни Капо и председатель президиума Народного собрания Хаджи Леши.
С 1971 видную роль в Политбюро играл министр внутренних дел и глава Сигурими Кадри Хазбиу. После перехода Хазбиу на Министерство обороны во главе МВД стояли Хекуран Исаи и Симон Стефани. Экономическую политику курировал Адиль Чарчани, сменивший Мехмета Шеху на посту премьер-министра. Серьёзным влиянием обладали вице-премьер Мануш Мюфтиу и министр Пали Миска.
Ключевыми фигурами Секретариата являлись секретари по идеологии и по оргструктуре. Идеологию с 1960 года курировал Рамиз Алия. Близкие к Алии позиции занимал Рита Марко. Организационным секретарём с 1983 была Ленка Чуко. Большим влиянием в последнее десятилетие АПТ располагал в Политбюро крупный региональный функционер Мухо Аслани. После отстранения Хазбиу министром обороны с конца 1982 являлся промышленный организатор Прокоп Мурра.
Формально не состояли в Политбюро, но реально участвовали в принятии его решений Неджмие Ходжа и Фикирете Шеху, а также Шефкет Печи.
Партийным официозом являлась газета Зери и популлит. Органом пионерской организации журнал
"Pionieri".

## После Ходжи
11 апреля 1985 года умер Энвер Ходжа. Его преемником стал Рамиз Алия, второй и последний первый секретарь ЦК АПТ. Алия планировался в преемники Ходжи ещё с начала 1970-х: секретарь ЦК по идеологии считался гарантом продолжения прежней политики.
В первые годы правления Алии никаких заметных реформ в Албании не проводилось. Сохранялись тотальная централизация власти, партократия и огосударствление экономики. На государственном уровне демонстративно поддерживался культ Ходжи и Сталина. Последняя политическая казнь в Албании совершилась 10 августа 1988 — в Кукесе был повешен поэт-диссидент Хавзи Нела.
Однако репрессии заметно снизились в масштабах. Практически прекратилась насильственная атеизация. Запрет религии с самого начала считали ошибкой многие функционеры АПТ. Формально Алия не отменял запрет, но верующих перестали преследовать, отправление обрядов в домашних условиях воспринималось как «личное и семейное дело». Для интеллигенции стали допускаться дискуссии по вопросам культуры. Оставались под формальным запретом, но перестали преследоваться мелкие частные производства и торговля.
В то же время основы идеологии, политического режима и государственного строя полностью сохранялись. Это вызывало всё большее недовольство в стране.
Восточноевропейские Революции 1989 года чрезвычайно обеспокоили руководство АПТ. Однако партийная верхушка ещё рассчитывала удержать ситуацию под контролем. Выразителями наиболее жёсткой консервативной линии являлись Ленка Чуко, Мухо Аслани, Неджмие Ходжа, Хекуран Исаи, Симон Стефани.

## Падение режима
В 1990 в Албании начались массовые протесты. В Шкодере произошли столкновения демонстрантов с полицией, в Кавае был разгромлен городской комитет АПТ. Повсеместно распространялись призывы «сделать как в Румынии». Опасаясь судьбы Николае Чаушеску, в апреле 1990 года Рамиз Алия на пленуме ЦК АПТ анонсировал «процесс демократизации». В ноябре было объявлено о «разграничении партии и правительства», подготовке нового избирательного закона. Торжественно разрешалось отправление религиозных культов. Но такого рода уступки уже не могли повлиять на ситуацию.
В декабре 1990 года антикоммунистические выступления стали перерастать в общенациональное восстание. Студенческое движение поддержали рабочие, объединившиеся в Союз независимых профсоюзов Албании во главе с геологом Гезимом Шимой.
Оказавшись под угрозой всеобщей забастовки, 12 декабря Рамиз Алия от имени ЦК АПТ объявил о переходе к многопартийной системе в Албании. Это решение было настолько вынужденным, что Алия публично говорил об историческом поражении АПТ и всей своей жизни. В тот же день официально учредилась оппозиционная Демократическая партия Албании (ДПА) во главе с Сали Беришей. Вскоре возникли ещё несколько партий, в том числе Республиканская (лидер Сабри Годо), Христианско-демократическая (лидер Зеф Бушати), Социал-демократическая (лидер Скендер Гинуши). Крупнейшей оппозиционной организацией выступала ДПА.
В то же время Рамиз Алия и его сторонники рассчитывали ценой отказа от однопартийности сохранить реальную власть партийной номенклатуры. Алия целенаправленно позиционировался как «албанский Горбачёв». Пропаганда АПТ настаивала, что «переход к демократии могут обеспечить только опытные политики», подобные Алии. Параллельно Алия укрепил своё положение в политбюро, отправив в отставку консервативных ходжаистов — Ленку Чуко, Мухо Аслани, Прокопа Мурру, Симона Стефани, позднее — Хекурана Исаи.
Однако общественные процессы уже не контролировались властями. 20 февраля 1991 года рабочие и студенты снесли памятник Энверу Ходже на площади Скандербега в Тиране. Ни полиция, ни партийные формирования ходжаистов не смогли этому помешать. Падение коммунизма в Албании приобрело необратимый характер.

## Трансформация партии
31 марта 1991 года в Албании состоялись многопартийные парламентские выборы. Было объявлено о победе АПТ, получившей 56,2 % голосов. Демократическая партия, собравшая, по официальным данным, 38,7 %, обвинила власти в силовом давлении на избирателей. В стране вновь начались уличные протесты. 2 апреля 1991 в Шкодере произошли столкновения оппозиционных демонстрантов с полицией. Была открыта стрельба, погибли четыре активиста ДП. Стрельба велась из здания комитета АПТ, которое демонстранты подвергли разгрому.
29 апреля 1991 новый состав парламента внёс изменения в Конституцию. Страна была переименована из Народной Социалистической Республики Албании в Республику Албанию. Провозглашались гражданские и политические свободы. При этом учреждался пост президента, избираемого депутатами. 30 апреля президентом был избран Рамиз Алия. Фракция АПТ в Народном собрании голосовала за все эти предложения, тем самым перечёркивая свои прежние многолетние позиции.
Единственным крупным коммунистическим руководителем, который публично принёс албанскому народу извинения за преступления режима и за собственные действия, стал Бедри Спахиу в мае 1991 года.
13 июня 1991 внеочередной съезд АПТ произвёл кардинальную партийную реформу. Партия была переименована в Социалистическую партию Албании (СПА), отказалась от марксизма-ленинизма и приняла программу демократического социализма, заявила о приверженности правам человека и подвергла критике «эксцессы» прежнего правления. Фактическим лидером оставался Рамиз Алия, официально пост председателя занял Фатос Нано, с февраля назначенный премьер-министром вместо Адиля Чарчани.
Идеология и программа правящей партии неузнаваемо изменились. В руководство пришли прагматичные деятели, ориентированные на евроинтеграцию Албании. Однако оппозиция рассматривала преобразование АПТ в СПА как обманные манёвры коммунистов с целью удержания власти. Акции протеста не прекращались. В мае—июне 1991 года мощное забастовочное движение вынудило президента Алию и правительство Нано согласиться на перевыборы парламента. 5 июня правительство возглавил Юли Буфи, 10 декабря его сменил Вильсон Ахмети. Новые премьеры имели репутацию прагматичных технократов.
22 марта 1992 года победу на выборах одержала Демократическая партия. Президентом Албании был избран лидер ДПА Сали Бериша, правительство возглавил Александер Мекси. Ряд видных деятелей АПТ/СПА, в том числе Рамиз Алия, были арестованы за злоупотребления властью и преступления против человечности, осуждены и отбывали тюремные сроки.
СПА стала одной из двух ведущих партий албанской многопартийной системы. Она находилась у власти в 1997—2005 и с 2013 года. Основной поддержкой пользуется на юге страны, особенно среди земляков Энвера Ходжи.
Прежнюю политику видные представители ходжаистского режима — в том числе Рамиз Алия и Неджмие Ходжа — обосновывали в своих интервью не построением коммунизма, а отстаиванием национальной независимости, которой угрожала титовская Югославия (временами они задним числом критиковали массовые репрессии, запрет частного предпринимательства, преследования религии).

## Современные последователи
Албанский ходжаизм сформировался в особую ветвь мирового коммунизма — как наиболее жёсткое, догматичное и репрессивное направление, стоящее на позициях крайнего «антиревизионизма». Последовательные ходжаисты не приняли реформирования АПТ и преобразования в СПА. Уже в 1991 году литератор Хюсни Милоши создал сначала Союз имени Энвера Ходжи, затем ортодоксальную Коммунистическую партию Албании (КПА). В партию вступила, в частности, Неджмие Ходжа.
Новая ходжаистская компартия не имела серьёзного влияния, численность её сторонников не превышала нескольких тысяч человек. Однако она не раз пыталась участвовать в выборах, особенно на местном уровне. Некоторые наблюдатели полагают, что резкая коммунистическая критика СПА за «отступничество и измену» была выгодна антикоммунистам из ДПА, поскольку раскалывала проходжаистский электорат.
В 2002 в КПА произошёл раскол, группа её членов объявила о восстановлении Албанской партии труда. К восстановленной АПТ примкнул Мухо Аслани. Однако в 2013 Аслани — лично знавший Энвера Ходжу и состоявший при нём в Политбюро — был исключён из партии. Причина в том, что консервативный коммунист категорически не принял толерантный курс: новая АПТ выступает за легализацию в Албании проституции и ЛГБТ (при Ходже подобное было совершенно немыслимо). Кроме того, партийное руководство инкриминировало Аслани сотрудничество с антикоммунистом Сали Беришей.
Существует своего рода «ходжаистский интернационал» — Международная конференция марксистско-ленинских партий и организаций (Единство и борьба). Все эти организации малочисленны и невлиятельны. Однако они представлены в разных странах мира, в том числе таких, как Бенин (Компартия Бенина), Буркина-Фасо (Вольтийская революционная коммунистическая партия), Кот-д’Ивуар (Революционная коммунистическая партия Кот-д’Ивуара), Эквадор (Марксистско-ленинская коммунистическая партия Эквадора). К ходжаизму некоторое время также примыкали такие маоистские партии, как Коммунистическая партия Бразилии, Коммунистическая партия рабочих Туниса и Коммунистическая партия Новой Зеландии, впоследствии перешедшие к идеям других направлений марксизма.

## Съезды Албанской партии труда
- I съезд АПТ — 8-22 ноября 1948 года — первый съезд партии, принятие названия «Албанская партия труда»
- II съезд АПТ — 3-6 апреля 1952 года
- III съезд АПТ — 3-5 июня 1956 года
- IV съезд АПТ — 13-20 февраля 1961 года
- V съезд АПТ — 1-8 ноября 1966 года
- VI съезд АПТ — 1-7 ноября 1971 года
- VII съезд АПТ — 1-7 ноября 1976 года
- VIII съезд АПТ — 1-7 ноября 1981 года
- IX съезд АПТ — 3-8 ноября 1986 года (первый съезд после смерти Энвера Ходжа)
- X съезд АПТ — 10-13 июня 1991 года (последний съезд партии, переименование в Социалистическую партию Албании)